# Anelli fibrosi del cuore
Gli anelli fibrosi del cuore sono in numero di quattro e si trovano sul contorno degli orifizi atrioventricolari e arteriosi: non sono tutti dello stesso spessore, né si mantiene costante su il loro decorso. Tre degli anelli si trovano sullo stesso piano, mentre il quarto, quello polmonare, sta lievemente più in alto.

## Anelli fibrosi atrioventricolari
L'anello fibroso di sinistra è formato medialmente dai trigoni fibrosi sinistro e destro, lateralmente dai due rami che si uniscono per chiudere l'anello. L'anello destro solo in piccola parte è formato dal trigono destro, in realtà come succede a sinistra, viene chiuso dai rami che lo circondano.
Sugli anelli si inseriscono fibre muscolari atriali e ventricolari, contemporaneamente offrono supporto alle cuspidi delle valvole atrioventricolari.

## Anelli fibrosi degli orifizi arteriosi
Data la loro posizione si trovano su piani diversi. Sono formati da una parte centrale, detta fondamentale, di tessuto collagene ed elastico, dove si inseriscono i lembi valvolari, l'anello fibroso si ispessisce formando dei piccoli noduli. Nell'anello aortico la parte fondamentale viene rinforzata, mentre in quello polmonare riceve solo un piccolo rinforzo rappresentato dal tendine del cono, che segue la volta del cono arterioso per raggiungere l'orifizio della polmonare.